# Municipio de Santa María Alotepec
El municipio de Santa María Alotepec (en náhuatl: Tlo: guacamaya; Tepetl: cerro, ‘cerro de las guacamayas'), es un municipio de 2,766 habitantes situado en el Distrito de Mixe, Oaxaca, México.
Colinda al norte con San Juan Cotzocón y Santiago Zacatepec, al sur con Asunción Cacalotepec y San Miguel Quetzaltepec y con San Pedro Ocotepec , al oeste con Asunción Cacalotepec y Santiago Atitlán, al este con San Miguel Quetzaltepec y San Juan Mazatlán Penetrado.

## Demografía
En el municipio habitan 2,766 personas, de las cuales, 88% habla una lengua indígena. El municipio tiene un grado de marginación y de rezago social alto.

## Organización
En el municipio se encuentran las siguientes localidades:
| Nombre de la localidad | Población 2010 |
| San Isidro Huayápam    | 1,077          |
| Santa María Alotepec   | 1,065          |
| San Pedro Ayacaxtepec  | 595            |
| Arriba del Camino      | 41             |